# Dżafna (półwysep)
Dżafna (syng. Yāpanaya, tamil. Yāḻppāṇam, ang. Jaffna) – półwysep położony w północnej części Sri Lanki, na wyspie Cejlon, nad Zatoką Bengalską. Ma 88 km długości i 24 km szerokości. Od Półwyspu Indyjskiego oddziela go Cieśnina Palk. Nazwa półwyspu pochodzi od największego leżącego na nim miasta Dżafna. Inne miejscowości na półwyspie to Point Pedro i Kaithady.
Ukształtowanie powierzchni półwyspu ma charakter nizinny. Region ten jest gęsto zaludniony, głównie przez Tamilów. Stanowił siedzibę organizacji Tamilskie Tygrysy.
Półwysep jest religijnym centrum Sri Lanki, posiada największą w kraju świątynię Nallur Kandaswamy, będącą jednym z najważniejszych miejsc kultu hinduistycznego na wyspie. W lipcu i sierpniu organizowane są tam coroczne uroczystości religijne.
Na półwyspie występują plantacje palm kokosowych i roślin oleistych, a także uprawy ryżu, kolokazji, manioku, tytoniu i kauczukowców. Oprócz bogactwa naturalnych zasobów turystycznych, półwysep posiada również liczne atrakcje kulturowe. Kolekcje i eksponaty w lokalnych muzeach odzwierciedlają historię i kulturę regionu oraz zwyczaje i tradycje Tamilów.